# Cerceris circularis dacica
Cerceris circularis dacica é uma subespécie de insetos himenópteros, mais especificamente de vespas pertencente à família Crabronidae.
A autoridade científica da subespécie é Schletterer, tendo sido descrita no ano de 1887.
Trata-se de uma subespécie presente no território português.